# Fucsida Micuo
Fucsida Micuo 淵田 美津雄 (Kacuragi, 1902. december 3. – Kasivara, 1976. május 30.) a Japán Birodalmi Haditengerészet Légierejének sorhajókapitánya, és pilóta a második világháborúban.
Fucsida Micuo Kacuragiban (Nara prefektúra) született 1902-ben. 1921-ben jelentkezett a Haditengerészeti Akadémiára. Itt megismerkedett Genda Minoruval. Az 1930-as években részt vett a Kína feletti légi hadműveletekben. Parancsnokhelyettessé léptették elő. 1939-ben az Akagira helyezték mint repülési parancsnokot. Ekkor már tapasztalt pilóta volt, több mint 3000 repülési órával.
1941. december 7-én részt vett a Pearl Harbor elleni támadásban. Ő vezette az első hullámot. 1942. február 19-én részt vett a Darwin elleni légitámadásban. Áprilisban a Ceylon szigetén lévő brit Keleti Flotta főparancsnokságát támadta. Júniusban részt vett a midwayi csatában. A háború további részében vezérkari tisztként szolgált.
1949-ben keresztény lett. 1976-ban Kasivarában halt meg.